# Pteroptrix lauri
Pteroptrix lauri är en stekelart som först beskrevs av Mercet 1911.  Pteroptrix lauri ingår i släktet Pteroptrix och familjen växtlussteklar. Inga underarter finns listade i Catalogue of Life.